# La Chapelette British en Indian Cemetery
La Chapelette British en Indian Cemetery is een begraafplaats gelegen in de Franse plaats Peronne (Somme). De militaire graven worden onderhouden door de Commonwealth War Graves Commission.
De begraafplaats telt 571 geïdentificeerde Gemenebest graven uit de Eerste Wereldoorlog.